# Hospital de Órbigo
Hospital de Órbigo é um município da Espanha na província de León, comunidade autónoma de Castela e Leão, de área  km² com população de 1052 habitantes (2007) e densidade populacional de 233,26 hab/km².

## Demografia
| Variação demográfica do município entre 1991 e 2004 | Variação demográfica do município entre 1991 e 2004 | Variação demográfica do município entre 1991 e 2004 | Variação demográfica do município entre 1991 e 2004 |
| --------------------------------------------------- | --------------------------------------------------- | --------------------------------------------------- | --------------------------------------------------- |
| 1991                                                | 1996                                                | 2001                                                | 2004                                                |
| 1199                                                | 1195                                                | 1119                                                | 1080                                                |